# 蘇飛
蘇 飛（そ ひ、生没年不詳）は、中国後漢末期の武将。

## 事跡
江夏太守の黄祖配下の都督。当時、黄祖の下には食客の甘寧が身を寄せ、蘇飛は彼を重用するよう進言していたが、黄祖には容れられなかった。そこで蘇飛は甘寧に、黄祖の下から離れるよう進言。自由を得るための手段として彼を邾県長に推挙した。この推挙は黄祖に容れられ、これによって甘寧は孫権に仕えることができた。
建安13年（208年）、孫権が黄祖を撃破し、蘇飛は捕虜となった。孫権は前もって黄祖と蘇飛の首級を納める箱を用意するほどに殺意を持っていたが、蘇飛を恩人とする甘寧の助命嘆願によって赦免された。その後の動向は不明。
羅貫中の小説『三国志演義』ではほぼ史書と同じ立場で、第38・39回に登場。捕虜となったのは潘璋との一騎打ちに敗れたためとなっている。